# Карпницький замок
Карпницький замок (пол. Zamek w Karpnikach, нім. Schloss Fischbach) — замок, розташований у селі Карпники в гміні Мислаковиці Єленьоґурського повіту Нижньосілезького воєводства в Польщі, біля підніжжя Хрестової гори в Рудавах Яновицьких.

## Історія

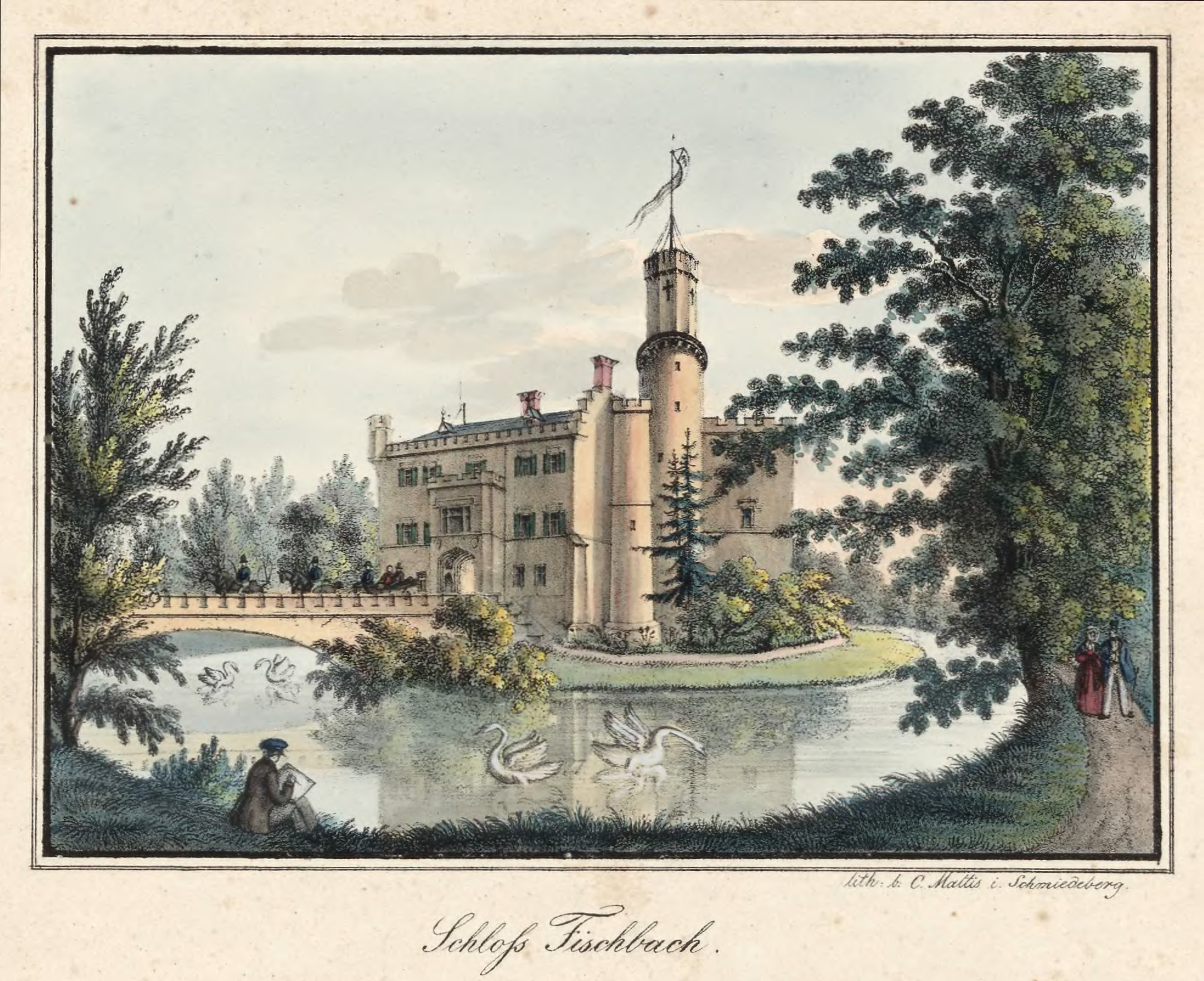
Замок у 1820 році на зображенні Карла Теодора Маттіса

Перші оборонні укріплення у Карпниках (на той час —Вішбах) було побудовано у XIV столітті, ймовірно, лицарем Генриком Чірною, власником Плоніни та Сокольця. На той час замок мав нерегулярну форму і складався з житлового будинку та наріжної циліндричної вежі. У документах від 1369 року замок згадується як власність Клериція Болче. У 1438 році замок придбав лицар Кунче Беелер фон Рихенбах. Через кілька років майно перейшло у власність канцлера Свідницько-Яворського князівства Ганса Шофф-Ґоча, який також володів Каменицею та замком в Хойнику.
Невелику будівлю розширив у 1475 році Каспер Шофф-Ґоч. У той час вона складалася з вежі та двох будинків, які були з'єднані мурами, утворюючи таким чином замковий двір. Замок розташовувався на штучному острові, оточеному ровом. У 1580 році Адам Шофф Ґоч продав Карпники Мельхіору Фрідріху барону фон Каніц та Талевіц. Новий власник розпочав повну перебудову замку в ренесансному стилі, і хоча в 1593 році замок постраждав від удару блискавки, будівельні роботи все ж було завершено. Під час перебудови на межі XVI—XVII століть було зведено нове крило, відновлено вежу і модернізовано інтер'єр замку. Роботи було завершено в 1603 році, про що свідчить дата на одному з існуючих донині порталів. До перебудови замку в неоготичному стилі, в його вигляд продовжували вносити незначні зміни, зокрема вежа отримала бароковий шолом, а у XVIII столітті замковий чотирикутник отримав ще один поверх.
Протягом усього періоду свого функціонування замок часто змінював власників. Під час Тридцятилітньої війни у ньому помер Крістоф Фрідріх фон Каніц і Талевіц, який раніше записав усе своє майно своїй дружині Лукреції. Вона передала його своєму дядькові Реймару Фрідріху фон Вінтерфельду. Його вдова передала майно дочці Єлизаветі Крістіні, баронесі Шонайх Каролат Бейтен, а після її смерті Карпники отримала її сестра Анна Єлизавета. У 1679 році вона продала маєток Бальтазару Леопольду фон Гайну. Філіп Антоні, який походив з тієї родини, подарував в 1725 році Карпники Францу Вільгельму фон Шаффґочу. Після бездітної смерті Франца в 1774 році, маєток перейов у власність державної скарбниці, а трьома роками пізніше — цистерціанського монастиря у Кшешові. Однак вже в 1784 році маєток придбав барон, а згодом граф Фрідріх Вільгельм фон Реден ауф Гамельн і Беннігсен, який, за три роки, продав його прусському міністру у справах Сілезії Каролю Георгу Генріху, графу фон Гойм. У 1789 році новим власником Карпників став Каспар Конрад барон фон Зедліц.
У 1822 році замок викупив брат прусського короля Фрідріха Вільгельма III принц Вільгельм фон Гогенцоллерн, який незабаром наказав здійснити його реконструкцію у стилі англійської неоготики. Реконструкцію було здійснено за проєктом німецького архітектора Фрідріха Августа Штюлера. Роботи розпочалися із закладання романтичного парку в англійському стилі, в якому розміщувалися різнорідні будівлі, такі як котедж Маріанни, теплиця та швейцарський будиночок. У південній частині парку було встановлено пам'ятник Архангелу Михаїлу.
У той час, коли Карпники належали німецькій правлячій родині, тут було зібрано багато пам'яток та створено на першому поверсі музей. У ньому були представлені художні ремесла, скульптури, колекції дорогоцінних каменів, старовинна зброя та старовинні вітражі. На першому поверсі північного крила містилася бібліотека з багатою колекцією рукописів. Замок відвідували численні гості, а саме: німецька королівська родина, великі російські княгині Ольга та Олександра Теодорівни, великий князь Микола (майбітній цар), представники аристократії. З нагоди їх візитів тут влаштовувалися бали, концерти та театральні вистави.
Під час Другої світової війни Гюнтером Грундманом у замку було облаштовано музейний склад, в який звозилися награбовані в окупованих країнах колекції. Сюди також перевіз свою колекцію творів мистецтва з Дармштадту останній власник Карпника, принц Людвіг фон Гессен і бай Райн.
Занедбаний у післявоєнні роки, замок було відремонтовано у 1962 році та перетворено на літній відпочинковий табір. У 1993 році злодії відбили ренесансний надбрамний портал і підготували його до вивезення. На щастя, це вчасно помітили та врятували портал.
У наш час замок знову перебуває у приватній власності. Замок було вкотре відреставровано: відремонтовано фасади та кімнати, зроблео стелі. Нині будівля функціонує як готель та ресторан.

## Світлини

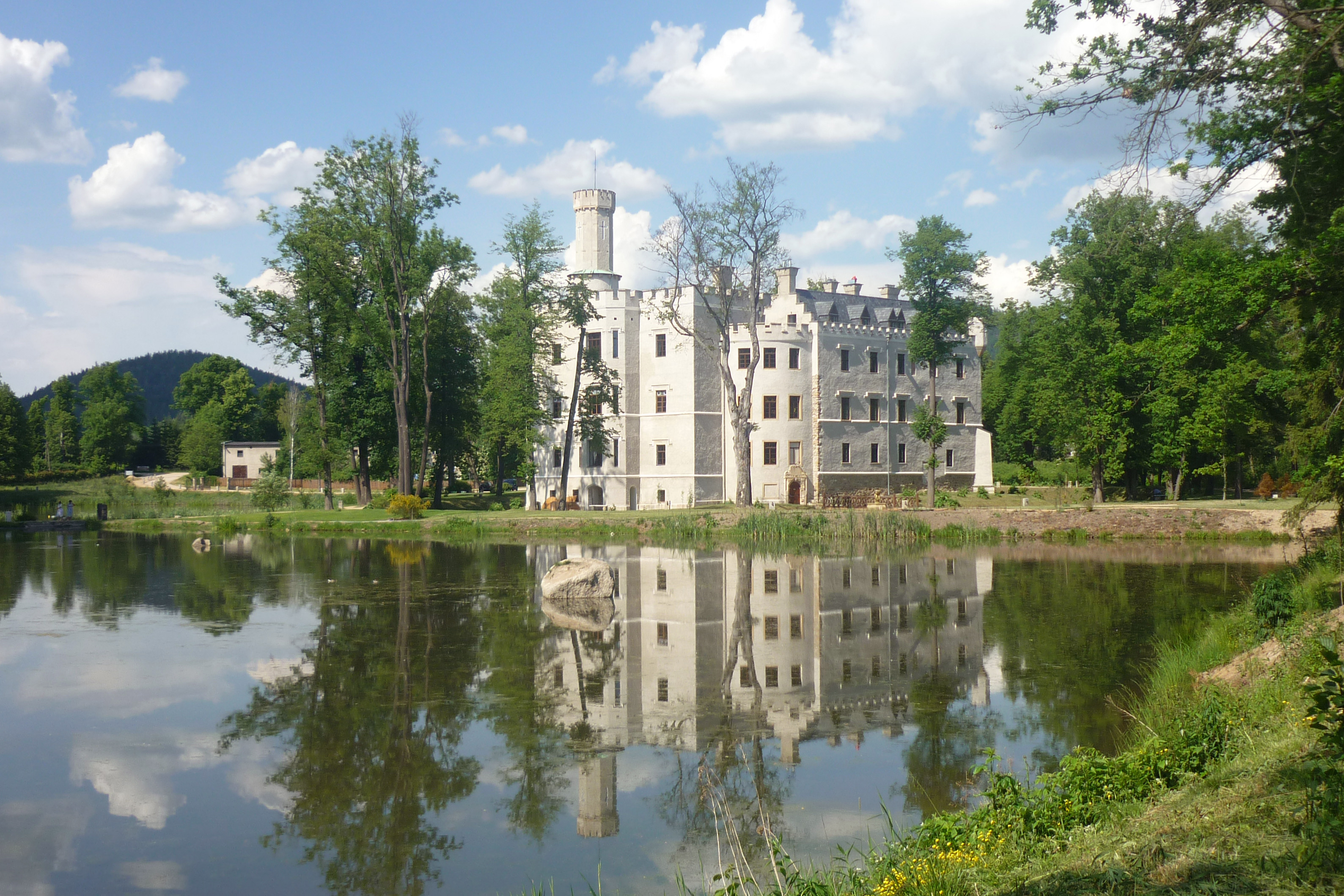
Панорама замку
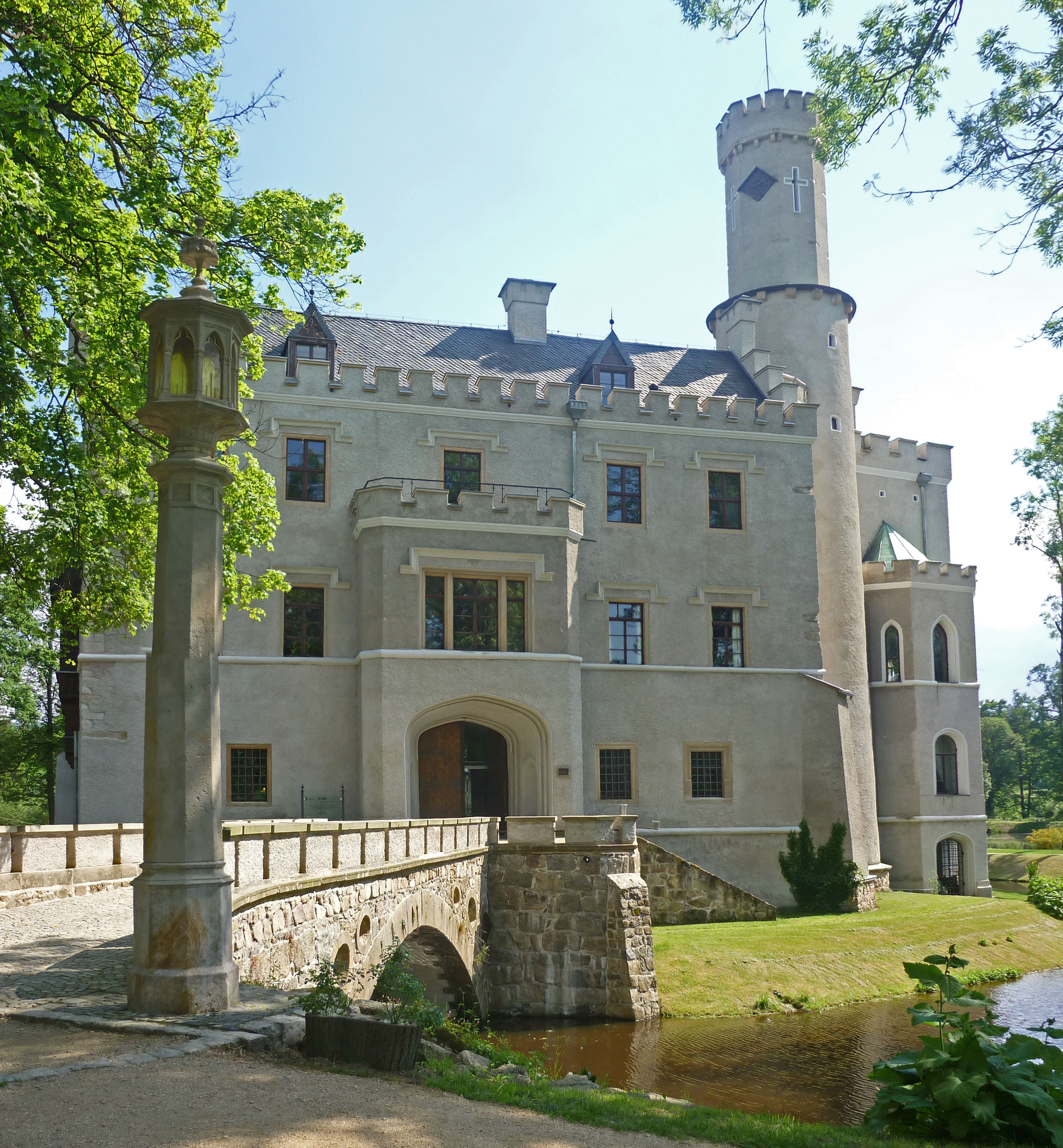
Вигляд замку
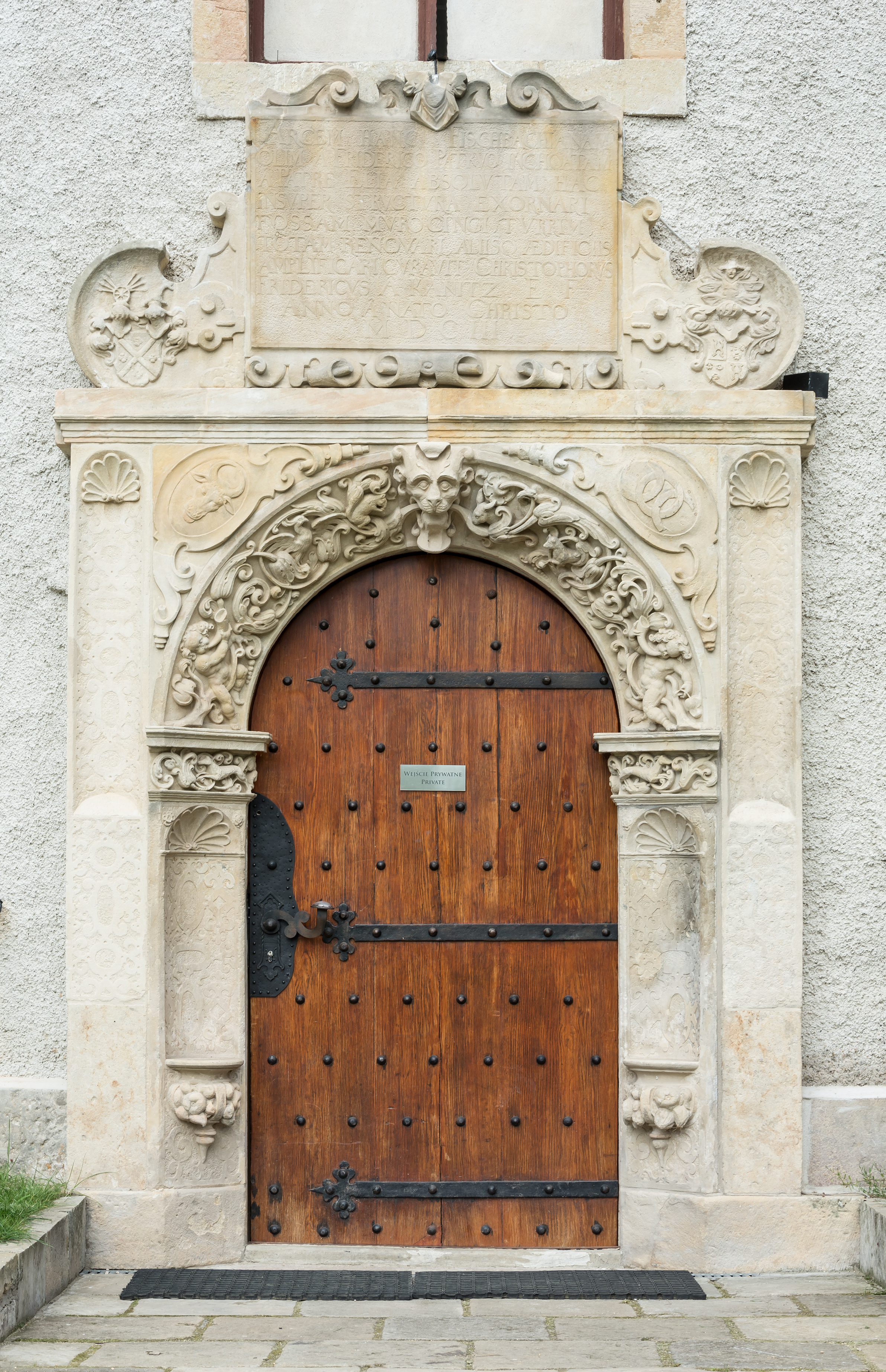
Вхідний портал